# Fatto sociale

Nella teoria di Émile Durkheim i fatti sociali costituiscono l'oggetto della ricerca sociologica. È considerato fatto sociale: 
(Le Regole del Metodo Sociologico, 1895)
In altre parole:
"I fatti sociali consistono in modi di agire, di pensare e di sentire esterni all'individuo, eppure dotati di un potere di coercizione in virtù del quale si impongono su di lui".
Ad esempio nel più importante studio del sociologo francese, sul suicidio, costituisce un fatto sociale l'influenza della religione sulle probabilità di suicidio: esaminando le statistiche sui casi nelle forze dell'ordine in diversi distretti Durkheim affermò che le comunità cattoliche hanno un tasso di suicidi minore di quelle protestanti.  

## Fatto sociale totale
Il nipote di Durkheim Marcel Mauss, importante sociologo ed antropologo, all'interno del saggio antropologico Saggio sul dono, etichettò fatti sociali totali quegli elementi del sociale capaci di coinvolgere, nel loro accadere, la pluralità complessiva dei livelli sociali. La cerimonia Kula dei Trobriandesi ne è un esempio.